# Портрет на семейството на Фердинанд IV
„Портрет на семейството на Фердинанд IV“ (на италиански: „Ritratto della famiglia di Ferdinando IV“) е картина на швейцарската художничка Ангелика Кауфман от 1782 г. Картината (426 х 310 см.), изложена в Зала 37 на Национален музей „Каподимонте“ в Неапол. Използваната техника е маслени бои върху платно.

## История
При престоя си в Неапол 1782 – 1783 г. художничката е приета радушно в кралския двор, където става доверена приятелка на кралица Мария-Каролина Австрийска. Поканена от нея, Ангелика Кауфман отказва да бъде придворна художничка и да остане в Неапол, като заминава за Рим, където довършва портрета. Той е изложен в Кралския апартамент на Музей Каподимонте.

## Описание
На картината са представени крал Фердинанд IV, съпругата му кралица Мария-Каролина Австрийска и децата им Мария Тереза, Мария Кристина, Мария Луиза, Мария Амалия и Дженаро Джузепе, добре познати на художничката, изобразила ги подредени на един ред по хоризонтална линия, следвайки типичната схема на английския модел за групови портрети. С малко елементи като каляска за разходки, арфа, ваза върху постамент и кучетата, Ангелика Кауфман придава задушевна и романтична атмосфера както на градината, така и сред членовете на семейството.На фона са почти загатнати, хармонично създадените от природата покрайнини на Неапол и беглите очертания на дворец.